# Пенчо Пенев
Пенчо Стоянов Пенев е български юрист и политик, член на БКП / БСП (1980 – 1991), министър на правосъдието (1990 – 1991) и на вътрешните работи (1990) в правителствата на Андрей Луканов и правителството на Димитър Попов, депутат във Великото народно събрание, професор по конституционно право, бивш конституционен съдия (1991-1997).

## Биография
Роден е на 7 юли 1947 година в Кюстендил. През 1970 година завършва право в Софийския университет „Св. Климент Охридски“.
От 1971 до 1983 година е съдия в София като от младши съдия стига до поста заместник председател на Софийския окръжен съд. От 1978 до 1988 година е хоноруван преподавател по гражданско право в Софийския университет, а през 1983 година защитава кандидатска дисертация (сега докторат) по гражданско право. След защитата постъпва на работа в Министерството на правосъдието като ръководител на направление „Правни проблеми на СИВ“.
През февруари 1990 година Пенчо Пенев става министър на правосъдието в първото правителство на Андрей Луканов - 8 март 1990 година. През септември същата година оглавява Министерството на вътрешните работи след избора на Атанас Семерджиев за вицепрезидент и остава на този пост и при втория кабинет на Андрей Луканов. От декември 1990 година до ноември 1991 година е отново министър на правосъдието в коалиционното правителство на Димитър Попов (БСП/СДС).
Пенчо Пенев е депутат във Великото народно събрание и в това му качество и като министър на правосъдието участва в приемането на новата конституция.
От 1991 година, след като прекратява членството си в БСП, до 1997 година Пенчо Пенев е конституционен съдия. След изтичане на мандата му става адвокат, като практикува професията до 2004 година.
През 2003 година е избран за доцент, а през 2013 и за професор по конституционно право, като от 1998 до 2016 година е преподавател по конституционно право и конституционно правосъдие в Русенския университет „Ангел Кънчев“. С решение на академичната общност и заповед на ректора от 27.09.2016 година е удостоен с почетното звание „Заслужил професор на Русенския университет“ за изключителни заслуги в утвърждаването на Юридическия факултет.
Пенчо Пенев е 2 мандата (2004 до 2011) директор на Националния институт на правосъдието. Работи в активно сътрудничество с Американската агенция за международно развитие и обучителни институции от Европа, главно от Франция, Испания, Нидерландия, Италия и Германия за изграждане на Института като модерна обучителна институция за съдии, прокурори и следователи.
От 1998 г. е член на Арбитражния съд при Българската стопанска камара. От 2010 г. е член на Асоциацията по европейско право.
С указ на президента от март 2017 година проф. д-р Пенчо Пенев е назначен за член на Правния съвет към Президента на Републиката, в който участва до м. Април 2020 г., когато напуска за да се съсредоточи върху индивидуален научен и литературен проект.
С решение на Конституционния съд на Република България през 2019 г. проф. д-р Пенчо Пенев е определен за член на международната редколегия на новоучреденото теоретично издание на Конституционния съд - "Конституционни изследвания", което от същата година започва да излиза на български, английски, френски и руски език.
С решение на Общинския съвет от 25.06.2020 г. проф. д-р Пенчо Пенев е удостоен със званието почетен гражданин на гр. Кюстендил.
Автор е на множество публикации по гражданско и конституционно право: книги, статии, научни доклади. По-важни книги:
- „Забава на доставчика според общите условия за доставка“, изд. БТПП, 1984 г.
- „Конституционно правосъдие“, изд. Сиела, 1998 г.
- „Конституционно правосъдие на Република България“ в съавторство с Явор Зартов, изд Сиела, 2004 г.
- „Нормативни и практически очертания на българското конституционно правосъдие“, изд. Светулка, 2013 г.
- „Съдебната власт в България 1989 – 2014 г.“, изд. Сиби, 2014 г.
- „Учебно помагало по Конституционно право“, 2014 г., издание на Русенския университет в съавторство с доц. д-р Зорница Йорднова
- „Устройство на съдебната власт“, в съавторство, в електронна версия, изд. Съюз на съдиите в България, 2016 г.
- „Адвокатът, Конституцията, приложимото право (с анотирана практика на Конституционния съд)“, изд. Фабер, 2018 г.
- "Проблеми на регулацията на българското конституционно правосъдие", студия в том първи на "Конституционни изследвания", изд. на Конституционния съд, 2019 г.
- "Съдебната власт в практиката на Конституционния съд на Република България, 1991 - 2021 г.", съставител, изд. Национален Институт на Правосъдието, 2021 г.
- "Съдебната власт - перспектива на българския модел", изд. Сиби 2023 г. С книгата се отбеляза 20 годишнината от създаването на НИП.

Пенчо Пенев има издадени 3 стихосбирки и една автобиографична книга
- „Наздравица за глухарчето“, изд. Захари Стоянов, 2006 г.
- „Небесен щурец“, изд Светулка, 2009 г.
- „Любов по рождение“, изд. Захари Стоянов 2017 г.
- "Нагоре по обратния път", изд. Светулка АТЕНЕЙ, 2021 г.

## Отличия
Проф. д-р Пенчо Пенев е награден с орден „Св. св. Кирил и Методий“ с огърлие за особено значителен принос в науката и образованието.
Институционални отличия:
- Възпомeнателен знак на Конституционния съд на Република България
- Личен почетен знак, златен, на Висшия съдебен съвет на Република България
- Почетен знак и юбилеен медал на министъра на правосъдието
- Почетен знак, медал за заслуги и личен възпоменателен знак „кортик с инкрустации“ на министъра на вътрешните работи
- Почетен знак на Съдебния инспекторат към Висшия съдебен съвет
- Почетен гражданин на гр. Кюстендил - решение на Общинския съвет от 25.06.2020 г.
- Почетен знак на адвокатурата
- Почетен знак на Съюза на юристите в България
- Почетен плакет от Националния институт на правосъдието
- Почетен знак на Центъра за обучение на адвокати „Кръстю Цончев“
- Проф. Димитър Костов и проф. Пенчо Пенев бяха удостоени със званието „Почетен професор на русенския университет“[1] – почетен плакет
- Почетен знак от Американската агенция за международно развитие
- Юбилеен знак от Президента на Бундестага на Федерална Република Германия
- Възпоменателен знак от Председателя на Върховния Касационен Съд на Република Франция
- Почетен знак на Висшия Съдебен Съвет на Република Италия
- Висшия почетен знак на Националния институт на правосъдието "Златна Темида"